# .onion
.onion là tên miền ảo cấp cao nhất được tạo ra bởi nhóm phát triển Tor dành cho các dịch vụ ẩn với bên ngoài. Vì tên miền .onion không phải là tên miền hợp lệ trong DNS nên các tên miền này chỉ có thể truy cập được khi máy tính đã kết nối với mạng Tor. Các máy chủ chạy tên miền.onion rất khó để phát hiện ra. Sử dụng tên miền.onion giúp người truy cập và chủ máy chủ sử dụng tên miền khó bị phát hiện.

## Địa chỉ
Các địa chỉ .onion được tạo ra dựa trên khóa công khai khi dịch vụ ẩn được tạo ra, gồm 16 ký tự gồm các ký tự bất kì trong bảng ký tự. Tor trên dịch vụ ẩn sẽ lấy 18 bit đầu trong mã nhận dạng được mã hóa bằng SHA-512 rồi đem mã hóa qua base32 để tạo ra địa chỉ.